# L'Homme qui joue avec le feu
Pour plus de détails, voir Fiche technique et Distribution.
L'Homme qui joue avec le feu est un film français réalisé par Jean de Limur et sorti en 1942.

## Fiche technique
- Réalisation : Jean de Limur
- Scénario : Pierre Guerlais
- Adaptation et dialogues : Pierre Bost
- Décorateur : Robert-Jules Garnier
- Photographie : Jean Isnard
- Montage : Raymond Lamy
- Musique : Maurice Thiriet
- Lieu de tournage : l'hôtel de Lamballe, dans le 16e arrondissement de Paris.
- Société de production : Industrie Cinématographique
- Distribution : Pathé Consortium Cinéma
- Pays :  France
- Genre : Comédie
- Durée : 104 minutes
- Date de sortie :
  - France - 5 août 1942
- Affiche : Roger Rojac (France)

## Distribution
- Jacqueline Laurent : Mireille
- Ginette Leclerc : Clara
- Jean Davy : Jacques
- Georges Marchal : Bernard
- Aimé Clariond : Monsieur Desert
- Marthe Mellot : Madame des Perthuis
- Germaine Kerjean : Madame Suzanne
- Régine Poncet : La femme
- Georges Vitray : Lebergier
- Georges Jamin : L'homme douteux